# Queta (anatomía)

Molécula de quitina, principal componente de las quetas.

Diagrama anatómico de un Oligoqueto:
1 - Lumen intestinal,
2 - Tiflosolio,
3 - Quetas,
4 - Cutícula,
5 - Vasos sanguíneos,
6 - Epitelio,
7 - Musculatura circular,
8 - Tabique del metámero,
9 - Célula terminal del metanefridio, conectando con el canal del metanefridio,
10 - Metanefridio,
11 - Ganglio nervioso del metámero.

Las quetas, también setas o cerdas, son estructuras pilosas en forma de cerdas, propias de algunos anélidos y de algunos artrópodos. La función de las quetas es táctil y locomotriz. Su componente principal es la quitina, un polisacárido de unidades de N-Acetilglucosamina que es habitualmente indigerible y que tiene una función estructural gracias a su gran facilidad para crear puentes de hidrógeno entre sus cadenas.